# أمبالا
أمبالا رمزها «AM» (بالإنجليزية: Ambala) ، هو تقسيم إداري لدولة الهند تتبع ولاية هاريانا (بالإنجليزية: Haryana) ، مركزها هو مدينة أمبالا (بالإنجليزية: Ambala) عدد سكانها حسب تعداد سنة 2001 هو 1,013,660 ، مساحتها 1,569 كم² وكثافة السكان 646 لكل كم² .

## أعلام
- ناتهورام جودسي
- هارولد والدن
- نافنيت كور ديلون
- ريتشارد كورت
- جوهي تشاولا
- أوم بوري